# Supercopa de España de Baloncesto 2011
La Supercopa de España de Baloncesto 2011 fue la 8.ª edición del torneo desde que está organizada por la ACB y la 12.ª desde su fundación. También se le llama la Supercopa Endesa por motivos de patrocinio.
Se disputó en el Bilbao Arena de Bilbao entre el 30 de septiembre y el 1 de octubre de 2011.

## Equipos participantes
El sorteo de las semifinales fue el 13 de septiembre de 2011.
| Equipo                | Clasificación                                          | Participación |
| --------------------- | ------------------------------------------------------ | ------------- |
| Bizkaia Bilbao Basket | Anfitrión                                              | 2º            |
| FC Barcelona Regal    | Campeón de la Liga Endesa y campeón de la Copa del Rey | 8º            |
| Real Madrid           | Subcampeón de la Copa del Rey                          | 9º            |
| Caja Laboral          | Mejor equipo clasificado de la Liga Endesa             | 8º            |

## Semifinales
| 30 de septiembre de 2011 19:30 (CEST) | Bizkaia Bilbao Basket                     | 88–93                | Caja Laboral                                | |  |
|                                       | Parciales: 18–32, 19–21, 17–16, 34–24     |                      |                                             | |  |
|                                       | Estadísticas Banić 16 Fischer 5 Jackson 4 | Reporte Pts Reb Asts | Estadísticas 23 Oleson 5 Séraphin 6 Heurtel | Pabellón: Bilbao Arena, Bilbao Asistencia: 8.230 espectadores Árbitros: Pérez Pizarro, Conde, Jiménez Televisión: Teledeporte |  |

| 30 de septiembre de 2011 21:30 (CEST) | FC Barcelona Regal                         | 74–70                | Real Madrid                                      | |  |
|                                       | Parciales: 21–13, 14–20, 17–25, 22–12      |                      |                                                  | |  |
|                                       | Estadísticas Huertas 13 Lorbek 7 Navarro 2 | Reporte Pts Reb Asts | Estadísticas 14 Pocius, Carroll 10 Reyes 4 Llull | Pabellón: Bilbao Arena, Bilbao Asistencia: 8.230 espectadores Árbitros: Hierrezuelo, García González, Bultó Televisión: Teledeporte |  |

## Final
| 1 de octubre de 2011 18:00 (CEST) | Caja Laboral                                       | 73–82                | FC Barcelona Regal                                   | |  |
|                                   | Parciales: 20–25, 22–13, 17–20, 14–24              |                      |                                                      | |  |
|                                   | Estadísticas Teletović 15 San Emeterio 8 Heurtel 4 | Reporte Pts Reb Asts | Estadísticas 24 Navarro 10 N'Dong 3 Huertas, Navarro | Pabellón: Bilbao Arena, Bilbao Asistencia: 7.800 espectadores Árbitros: Pérez Pizarro, Conde, Jiménez Televisión: Teledeporte |  |